# Полонский, Дмитрий Миронович
Дми́трий Миро́нович Поло́нский (род. 20 августа 1958, Москва, СССР) — советский и российский актёр театра и кино, мастер озвучивания (дублирования) фильмов и диктор.

## Биография
Родился 20 августа 1958 года в Москве.
Отец — Дмитрий (Мирон) Саввич Полонский (17 августа 1923 — 1 декабря 1997), советский режиссёр-документалист, автор сценариев многих документальных, научно-популярных и мультипликационных фильмов, работал режиссёром студии «Моснаучфильм», являлся заместителем председателя Федерации спортивного кино СССР. Написал сценарии к документальным фильмам «Этот удивительный спорт» (1971), «Лёд и фантазия» (1975), «Ирина Роднина. Произвольная композиция» (1988), к мультипликационным — «Ваня и крокодил» (1984), «Свирепый Бамбр» (1988), «По следам Бамбра» (1990) и «Ловушка для Бамбра» (1991).
Среднюю школу Дмитрий окончил с трудом. Первоначально хотел стать клоуном, но в цирковое училище его не взяли из-за плохих оценок и отсутствия акробатической подготовки, поэтому он принял решение пойти в артисты.
В 1980 году окончил ГИТИС по специальности «Актёр театра и кино», с 1983 по 1988 год играл в Московском драматическом театре «Сфера».
Работал за кадром на студии озвучивания телекомпании «НТВ-плюс», где его голосом говорили герои многих популярных сериалов. Среди его работ: «Её звали Никита», «Крутой Уокер», «Династия», «Скорая помощь», «Твин Пикс» и другие. Озвучивал таких актёров, как Роберт Де Ниро, Дастин Хоффман, Джек Николсон и многих других.
Озвучивает художественные фильмы, телесериалы, мультфильмы, радиопередачи, компьютерные игры, рекламу, документальные фильмы. Читает закадровые тексты в программах многих телеканалов, с 2010 года — в документальных проектах телеканалов «РЕН ТВ», «ТВ Центр» и «Домашний».
С конца 2001 по конец 2002 года был голосом телеканала «7ТВ».
В 2004—2005 годах был голосом телеканала «ТВЦ».
С 2009 по 2017 год являлся главным голосом кабельных телеканалов телекомпании «СТРИМ».

### Личная жизнь
Первая жена — Евгения Симонова (род. 1 июня 1955), актриса, народная артистка России (2010). Познакомились на съёмках фильма «Карантин» (1983). Прожили вместе около одного года.
Вторая жена — актриса Московского академического театра имени Владимира Маяковского Александра Ровенских (род. 27 декабря 1959), дочь театрального режиссёра Бориса Равенских и артистки Галины Кирюшиной. Поженились в 1990 году.
Сын — Дмитрий Полонский (род. 1990), окончил продюсерский факультет ГИТИСа (очное отделение) в 2012 году. Является профессиональным автогонщиком и тренером по экстремальному вождению, многократным чемпионом соревнований по ралли и кросс-спринту. В 2014 году стал победителем первого сезона телевизионного реалити-шоу «Гонщики» на телеканале «Пятница!».

## Фильмография
- 1980 — Вам и не снилось — одноклассник Ромы Лавочкина (в шляпе)
- 1983 — Карантин — студент-дворник
- 1983 — Из жизни начальника уголовного розыска — сообщник «Бешеного»
- 1983 — Комбаты — Петренко
- 1984 — Сказки старого волшебника — ученик принца (роль озвучена другим актёром)[4]
- 1987 — Причалы — парень
- 1990 — Убийство свидетеля — Василий Иванович Кузин, рэкетир
- 1992 — Генерал
- 2003 — Возвращение Мухтара — Виталий Дмитриевич (4-я серия «Зона молчания»)
- 2004 — Близнецы — Гарик Саркисов (фильм № 1 «Восточное наследство»)
- 2005 — Не в деньгах счастье
- 2005 — Охота на асфальте — дальнобойщик
- 2006 — Рублёвка Live — Андрей Ростовцев, бизнесмен (60-я и 61-я серии)
- 2012 — Грач — врач-психиатр в психиатрической больнице (1-я серия «Контакт»)
- 2013 — Людмила — Пьер Карден
- 2014 — Чудотворец — Анзор Талаев
- 2018 — Место! — отец Хафа

## Дубляж и закадровое озвучивание

### Фильмы
Фильмы, озвученные закадровым переводом, помечены отдельно.

#### Вуди Харрельсон
- 2009 — «Добро пожаловать в Zомбилэнд» — Таллахасси[6]
- 2012 — «Семь психопатов» — Чарли Костелло[6]
- 2013 — «Иллюзия обмана» — Мерритт МакКинни[6]

#### Мэттью Перри
- 2000 — Девять ярдов — Николас «Оз» Озерански[1]
- 2004 — Девять ярдов 2 — Николас «Оз» Озерански[1]

#### Другие фильмы
- 1989 — Бэтмен — Джек Напьер / Джокер (роль Джека Николсона) (дубляж студии «Варус-Видео»)[1]
- 1992 — Основной инстинкт — все мужские роли (закадровый перевод «НТВ-плюс»)[11]
- 1999 — Зелёная миля — Эдуард Делакруа (роль Майкла Джетера)[1] (дубляж объединения «Мосфильм-мастер» по заказу компании «West», 2000 г.)
- 2004 — Рэй — Рэй Чарльз (роль Джейми Фокса)[12]
- 2012 — Неудержимые 2 — Уокер (роль Чака Норриса)[1]

### Телесериалы
- 1981—1989 — Династия — Адам Кэррингтон (роль Гордона Томпсона)[11]
- 1990—1991 — Твин Пикс — Джеймс Хэрли (роль Томаса Маршалла), Бобби Бриггс (роль Дэна Эшбрука), Бен Хорн (роль Ричарда Беймера), Альберт Розенфилд (роль Мигеля Феррера), Энди Бреннон (роль Гарри Гоаза), Лио Джонсон (роль Эрика ДаРе) и др. (озвучивание РГТРК «Останкино», 1993 год)[13][11]
- 1993—2001 — Крутой Уокер — мужские роли (перевод «НТВ», 1-8 сезоны)[1][11]
- 1994—2009 — Скорая помощь — половина мужских персонажей (закадровый перевод «НТВ», 1-9 сезоны)[11]
- 1997—2001 — Её звали Никита[11] — мужские роли (закадровый перевод «НТВ», 1-3 сезоны и «REN-TV», 4-5 сезоны)
- 2014 — Настоящий детектив — Мартин Харт (роль Вуди Харрельсона) (закадровый перевод «Novamedia» по заказу Amedia[14])

### Мультфильмы
- 1991 — Чёрный Плащ — Квага (в 12 серий «Как важно быть спокойным», «Приключение и наказание», «Опасные игры», «Банановые мозги», «Арестант», «Царь игрушек», «Полоса невезения», «Утки правосудия часть 1 и 2», «Антимиры», «Чёрный дублон» и «Сага о Кваге») и Отрубон («Чудище моей мечты») (дубляж студии «Нота» и фирмы «СВ-Дубль» по заказу РТР, 1992—1994 гг.)
- 1993 — Мыши-байкеры с Марса — Модо (Дубляж телеканала ТВ-6)
- 2012 — Монстры на каникулах — Волк-Уэйн (Вольфыч)[1]

### Компьютерные игры
- 2001 — Кузя: Алмазная лихорадка — Кузя[15]
- 2002 — American McGee's Alice — Чеширский кот[6]
- 2002 — Кузя: Заколдованное зеркало — Кузя[15]
- 2004 — Кузя: На Абордаж! — Кузя[15]
- 2004 — Half-Life 2 - Айзек Кляйнер[16]
- 2005 — Quake 4 — Скотт Восс[17]
- 2007 — Team Fortress 2 — Подрывник[18]
- 2009 — inFamous — Коул МакГрат[6]

## Озвучивание

### Мультфильмы
- 1989 — Два богатыря — Иван, русский богатырь
- 2012 — Мальчик и лис — Лис
- 2018 — Белозубка — Король землероек / дядя Белозуб
- 2024 — Крутиксы — Виртуоз

### Телесериалы
- 2002 — Дронго — закадровое озвучивание содержания серий
- 2004 — Сармат — чтение закадрового перевода на русском языке
- 2009—2014 — Меч — чтение эпиграфов в начале серий
- 2011 — Игра — чтение эпилогов в начале серий 1 сезона
- 2017 — Гостиница «Россия» — чтение закадрового перевода на русском языке
- 2017—2020 — Сто дней свободы — чтение закадрового перевода с немецкого языка
- 2021 — Аист на крыше — голос аиста

### Фильмы
- 1992 — На Дерибасовской хорошая погода, или На Брайтон-Бич опять идут дожди — «Шейх» (роль Дмитрия Харатьяна)[1]
- 2015 — Завтрак у папы — чтение закадрового перевода на русском языке

### Радиопередачи
- Иван Тургенев. Отцы и дети (2005 год) (эпизодическая роль[19])
- Театр «Радио России». «Забытые классики». Александр Бестужев-Марлинский «Ночь на корабле» (Радио России, 31 марта 2016 г.)
- С русского на русский, или Кстати сказать (Радио России, 2010—2019)
- Европейский проект (Радио России, 2012—2016)
- Волшебная дверь (Радио России, 2012—2019)

### Документальные фильмы и телепередачи
- 1994—1998 — «Самые громкие преступления XX века[англ.]» (НТВ)
- 1997—2000 — «Плейбой после полуночи» (НТВ, ТВ-6)
- 1997—1999 — передача-игра «Позвоните Кузе» (телеканал «РТР») — Кузя
- 2000 — «Царь Борис» (НТВ)
- 2000 — «Тина Тёрнер. Поёт Королева рока» (НТВ)
- 2004—2006 — «Детали» (СТС)
- 2006 — «Великолепная восьмёрка» (телеканал «Россия»)
- 2006—2008 — «Клуб бывших жён» (телеканал «ТНТ»)
- 2006 — «Вода» (телеканал «Россия») перевод иностранной речи за кадром
- 2007 — «Свадебный переполох» («СТС»)
- 2007 — «Ужас Битцевского парка» (об Александре Пичушкине, «Первый канал»)
- 2007 — «Ольга Остроумова. Очень личное» («Первый канал»)
- 2007—2008 — «Совершенно секретно. Информация к размышлению» («Пятый канал»)
- 2008—2009 — «Дело принципа» («ТВ Центр»)
- 2008 — «Одноэтажная Америка» («Первый канал») — читает за кадром перевод текста с английского языка
- 2008 — «Легенды Маленькой Веры» («Первый канал»)
- 2008 — «Судьбы героев реалити-шоу» («Первый канал»)
- 2008 — «Михаил Пуговкин. Житие мое…» («Первый канал»)
- 2008 — «Невероятные истории про жизнь» («Первый канал») — перевод иностранной речи за кадром
- 2009—2010 — «Громкое дело» (телеканал «РЕН ТВ»)
- 2009—2010 — «Битва экстрасенсов» («ТНТ») — закадровый голос (6 сезон , 6 выпуск; 8 сезон, 2 и 8 выпуски; 9 сезон, 2 и 19 выпуски)
- 2010 — «Наследники Гиппократа» (Россия-Культура)
- 2010 — «Честно» (телеканал «РЕН ТВ»)
- 2010 — «В час пик» (телеканал «РЕН ТВ»)
- 2010—2011 — «Войны мира» (телеканал «Звезда»)
- 2010 — «Светлана Крючкова. Я научилась просто, мудро жить...» («Первый канал»)
- 2010 — «Николай Рыбников. Парень с Заречной улицы» («Первый канал»)
- 2011—2016 — «Готовим с Алексеем Зиминым» (НТВ)
- 2011—2012 — «Съешьте это немедленно!» («СТС»)
- 2011 — «Олег Митяев. Фантазии завтрашнего дня» («Первый канал»)
- 2011 — «Александр Масляков. 70 — не шутка, 50 — шутя» («Первый канал»)
- 2011 — «Соло для одиноких сов», четырёхсерийный документальный фильм (телеканал «Россия-Культура»; режиссёр — Григорий Илугдин) — читает текст за кадром[20]
- 2011 — «Разговор перед лицом молчания», телевизионный моноспектакль по поэме «Горбунов и Горчаков» Иосифа Бродского (телеканал «Россия-Культура»; режиссёры — Владимир Макарихин, Александра Ровенских) — играет за кадром роли врачей[1]
- 2011 — «Технология прорыва» (телеканал «Мир»)
- 2011 — «Открытый космос» («Первый канал») — читает текст «справочных» вставок
- 2011 — Оружие. Маузер «Gewehr 98»
- 2012—2020 — «Белая студия» («Россия-Культура») — перевод иностранной речи за кадром
- 2012—2016 — «Барышня и кулинар» (телеканал «ТВ Центр»)
- 2012 — «Тамара Гвердцители. Я трижды начинала жизнь с нуля» («Первый канал»)
- 2012—2013 — «Дёшево и сердито» («Первый канал»)
- 2012 — «Две жизни Всеволода Абдулова» («Первый канал»)
- 2012 — «Один в океане», документальный фильм (телеканал «Россия-1», автор и режиссёр — Алексей Литвинцев) — читает за кадром в переводе с английского на русский язык речь советского океанолога Станислава Васильевича Курилова
- 2013 — «Свадьба в Малиновке. Непридуманные истории» («Первый канал»)
- 2013 — «Юлий Гусман. Человек-оркестр» («Первый канал»)
- 2013 — «Список Лапина. Запрещённая эстрада» («ТВ Центр»)
- 2014 — «Лайма Вайкуле. Ещё не вечер» («Первый канал»)
- 2014—2016 — Документальное кино / «Жизнь 360» (телеканал «360° Подмосковье»)
- 2014 — «Как Иван Васильевич менял профессию» («Первый канал»)
- 2014 — «Три плюс два. Версия курортного романа» («Первый канал»)
- 2015 — н.в. «Звезда» (ранее Новая звезда) (телеканал «Звезда»)
- 2015 — «Москва слезам не верит. Рождение легенды» («Первый канал»)
- 2015 — «Президент» («Россия-1») — перевод иностранной речи за кадром
- 2015—2017 — «Короли эпизода» (с 4 выпуска, телеканал «ТВ Центр»)
- 2015 — «Миропорядок» («Россия-1») — перевод иностранной речи за кадром
- 2015—2018 — «Раскрывая мистические тайны» (телеканал «Москва Доверие»)
- 2015—2016 — «Без проблем» (телеканал «Москва. Доверие»)
- 2016—2020 — «Естественный отбор» (телеканал «ТВ Центр»)
- 2016 — «Экстрасенсы против детективов» (НТВ)
- 2017 — «Бактерии: Война миров» («Первый канал») — перевод иностранной речи за кадром
- 2017 — «Вера Алентова. Я покажу вам королеву-мать!» («Первый канал»)
- 2017 — «Повелители недр» («Первый канал»)
- 2017 — «Игорь Скляр. Под страхом славы» («ТВ Центр»)
- 2018 — «Миропорядок 2018» («Россия-1») — перевод иностранной речи за кадром
- 2018 — «Александр Митта. О любви, компромиссах и предчувствиях…» («Первый канал»)
- 2018 — «Алексей Гуськов. Таёжный и другие романы» («Первый канал»)
- 2018 — «„Кабачок“ эпохи застоя» («ТВ Центр»)
- 2018—2021 — «Спасите, я не умею готовить!» («ТВ Центр»)
- 2018 — «Марк Захаров. Объяснение в любви» («Первый канал»)
- 2018—2020 — «Моя правда» («Пятый канал»)
- 2019 — «Вия Артмане. Гениальная притворщица» («ТВ Центр»)
- 2019 — «Николай Караченцов. Я тебя никогда не забуду» («Первый канал»)
- 2019 — «Александра Пахмутова. Без единой фальшивой ноты» («Первый канал»)
- 2020 — «Будка гласности. Назад в будущее» («Россия-1»/Smotrim.ru)
- 2021—2022 — «Самый вкусный день» («ТВ Центр»)
- 2022—2023 — «Они потрясли мир» («Пятый канал»)
- 2023 — «Леонид Куравлев. Это я удачно зашёл!» («ТВ Центр»)
- 2024 — «Евгений Леонов. Зигзаги удачи» («ТВ Центр»)

### Клипы
- 2016 — Tesla Boy — «Nothing» — голос психиатра